# Nehalennia speciosa
Nehalennia speciosa é uma espécie de libelinha da família Coenagrionidae.
Pode ser encontrada nos seguintes países: Alemanha, Áustria, Bielorrússia, Bélgica, República Checa, Dinamarca, Estónia, Finlândia, Itália, Japão, Coreia do Norte, Letónia, Lituânia, Luxemburgo, os Países Baixos, Polónia, Roménia, Rússia, Eslováquia, Suécia, Suíça, Ucrânia, possivelmente França e possivelmente no Cazaquistão.
Os seus habitats naturais são: pântanos, marismas de água doce e escavações a céu aberto.
Está ameaçada por perda de habitat.